# Jindřich Petrlík
Jindřich Petrlík (* 19. listopadu 1961 Teplice) je český přírodovědec, environmentalista, publicista a fotograf, spoluzakladatel a člen vedení spolku Arnika, programový vedoucí jeho programu Toxické látky a odpady. Zaměřuje se na snížení zátěže životního prostředí toxickými látkami, především dioxiny.

## Život
Vyrůstal v severočeské Bílině, kde studoval v letech 1977-1980 na místním gymnáziu. Vystudoval fyzickou geografii na Přírodovědecké fakultě UJEP v Brně (RNDr.). Má tři děti, syna a dvě dcery.

## Činnost v neziskovém sektoru
V letech 1977–1979 se coby amatérský archeolog v archeologickém kroužku pod patronátem Jiřího Waldhausera a Jiřího Mušky z Archeologického odboru Regionálního muzea v Teplicích během studií na Gymnáziu v Bílině podílel na zmapování pravěkého osídlení v tzv. mikroregionu potoka Syčivka.
V roce 1979 založil Tým Bořena, neformální spolek studentů zaměřený na archeologii, historii a především ochranu životního prostředí. 
V září 1989 založil společně s Miroslavem Patrikem, Jiřím Macasem, Ivo Šilhavým a Tomášem Fajkusem spolek Děti Země. V letech 1993–2001 byl jeho předsedou. V Dětech Země vedl kampaň Za záchranu ozonosféry (1990–1994), která vyústila v roce 1993 v první zákon na ochranu ozonové vrstvy Země přijatý v postkomunistických zemích.
29. září 2001 pak v Plzni společně s Vlastimilem Karlíkem, Lenkou Maškovou a dalšími položil základy budoucího spolku Arnika. V letech 2004–2007 a 2011–2018 byl jeho předsedou. Ve spolku Arnika vedl kampaň Budoucnost bez jedů, která pomohla prosadit Integrovaný registr znečišťování do české legislativy a podpořila ratifikaci Stockholmské úmluvy. V posledních deseti letech se zaměřuje především na zahraniční a mezinárodní projekty.

## Profesní dráha a odborná činnost
Než zakotvil v neziskovém sektoru, pracoval jako vědec, státní úředník a novinář. V roce 1988 nastoupil do Laboratoře dálkového průzkumu Země Státního ústavu památkové péče a ochrany přírody (později Českého ústavu ochrany přírody). V roce 1992 krátce pracoval na odboru životního prostředí Obvodního úřadu městské části Praha 6, odkud přešel do časopisu Nika. V té době také publikoval v týdeníku Respekt. V letech 1996–2004 pracoval jako vedoucí Centra pro podporu občanů (do roku 2001 sekce Dětí Země a od listopadu 2001 programu spolku Arnika). V roce 2004 se stal vedoucím programu Toxické látky a odpady, jednoho z programů spolku Arnika.

### Odborná činnost

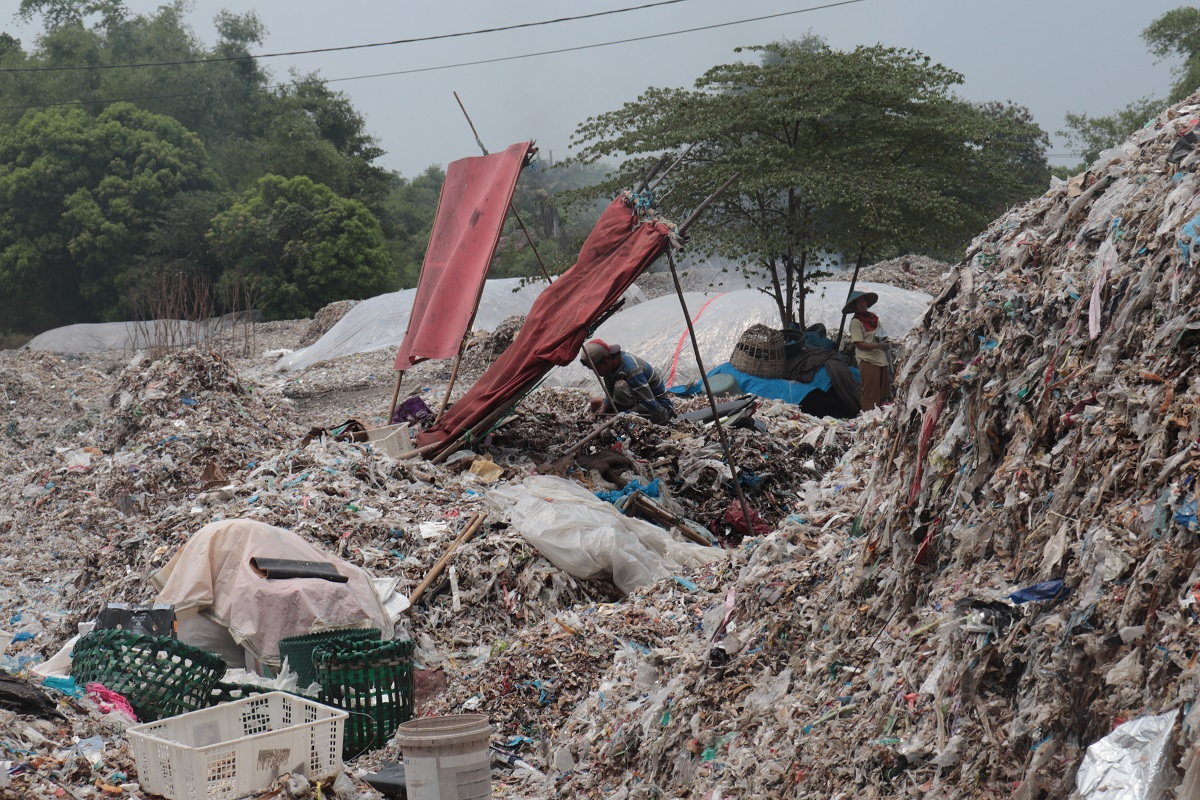
Plastový odpad v indonéském Bangunu, jak ho zachytil Jindřich Petrlík v listopadu 2019

Od archeologie a fyzické geografie (v 80. a 90. letech) se jeho výzkumná činnost přesunula do oblasti toxických látek a především dioxinů v životním prostředí, o nichž zpracoval více než 150 studií. Na archeologických výzkumech spolupracoval kromě Jiřího Waldhausera a Jiřího Mušky také s Milanem Zápotockým a Ivanou Pleinerovou.
Ve spolku Arnika a mezinárodní síti IPEN se soustředí na sledování dioxinů a dalších perzistentních organických látek a hodnocení kontaminace prostředí těmito látkami v exponovaných lokalitách, mimo jiné také v Číně, v zemích západního Balkánu, Ghaně, Keni a dalších zemích. Jejich hodnocení vyšlo v sérii Toxic Hot Spots vydané spolkem Arnika a sítí IPEN pro provincii Kalasin (Thajsko), severní Arménii a ostrov Jáva (Indonésie), dále pro Thajsko, Kazachstán a Arménii jako celé země.
Sledoval také bromované zpomalovače hoření a dioxiny v hračkách a dalším spotřebním zboží. Od roku 2015 pravidelně publikoval své příspěvky v databázi Organohalogen Compounds. Část jeho prací se zaměřila na vliv spaloven odpadů na životní prostředí.

### Mezinárodní činnost

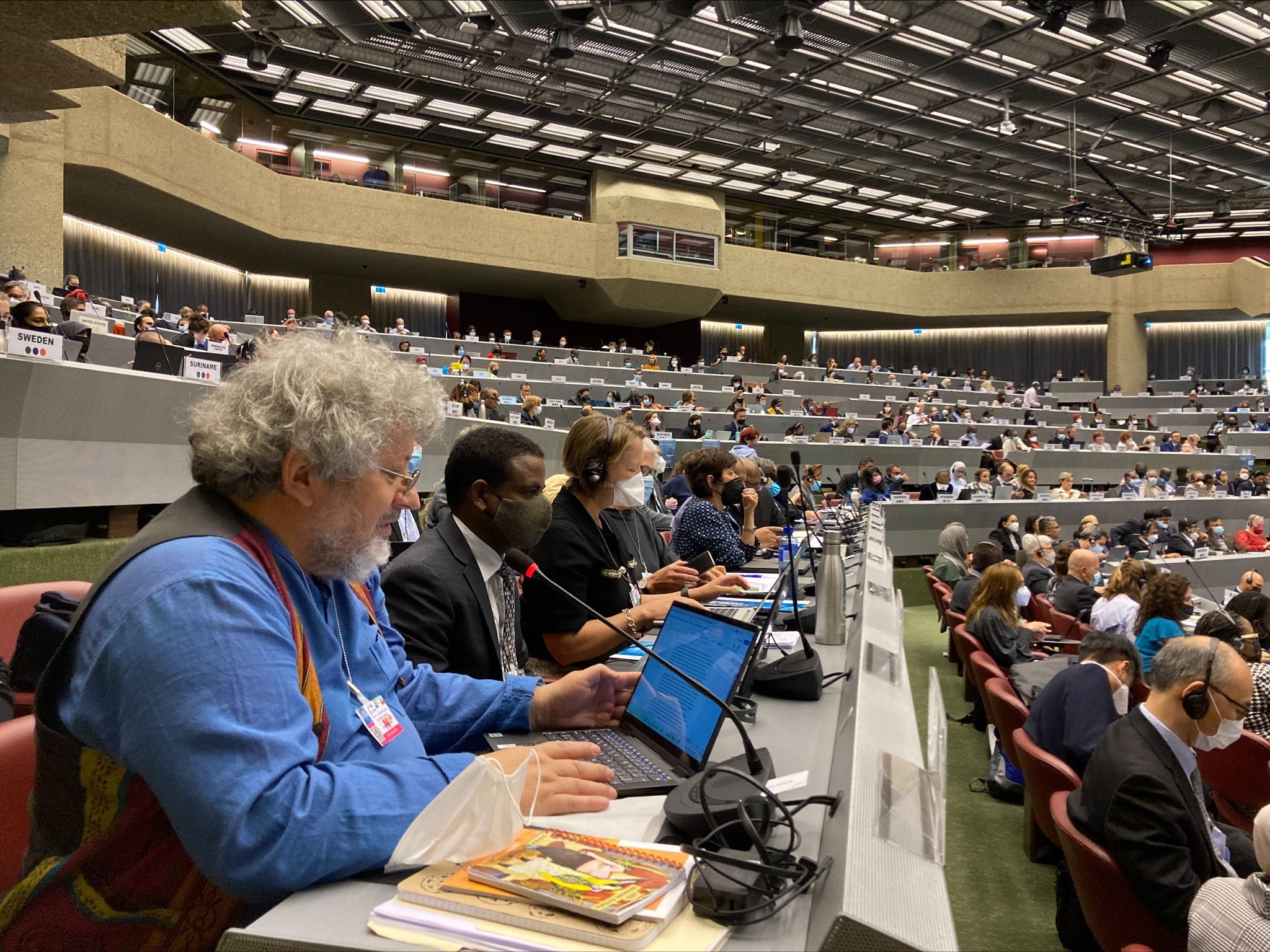
Vystoupení Jindřicha Petrlíka na schůzce Stockholmské úmluvy v Ženevě v červnu 2022

Od roku 2001 se podílel na vedení pracovní skupiny mezinárodní sítě IPEN pro dioxiny, PCB a odpady. V roce 2005 začal zastupovat IPEN v expertní skupině Stockholmské úmluvy pro hodnocení nejlepších dostupných technologií (BAT/BEP Expert Group) a od roku 2015 také ve „Small Intersessional Working Group“ pro otázky odpadů s obsahem perzistentních organických látek Basilejské úmluvy. Podílel se také na přípravě dokumentů o nejlepších dostupných technologiích Minamatské úmluvy (o rtuti). Mezinárodních úmluv o toxických látkách a odpadech se také týká jeho výzkumná činnost.

## Publikační a další činnost
Podílel se na vydání a reedicích průvodce Jak žít dobře, zdravě a ekologicky šetrně a na vydání českého překladu knihy Generations at Risk (Generace v ohrožení).
V Borovanech a dalších místech jižních Čech měl výstavu fotografií Stropnice známá a neznámá zorganizovanou spolkem Calla v roce 1998. V letech 1989–1996 publikoval hlavně dokumentární fotografie v časopise Nika. Jeho fotografie z posledních let lze nalézt především v publikacích Arniky a IPENu. Hrál ve filmu Vychovatel ke strachu natočeném filmovou skupinou Bulšitfilm v roce 1989.